# Marc Grynberg
Marc Grynberg (Ukkel, 26 november 1965) is een Belgisch bedrijfsleider. Hij was van 2008 tot 2021 CEO van materiaaltechnologiegroep Umicore.

## Levensloop
Marc Grynberg studeerde handelsingenieur aan de École de commerce Solvay van de Université libre de Bruxelles. Na zijn studies werkte hij voor Mitsui Bank België en het chemiebedrijf DuPont in Brussel en Genève in Zwitserland.
Zijn carrière bij de materiaaltechnologie- en recyclagegroep Umicore begon in 1996, waar hij eerst groepscontroller was en in 2000 financieel directeur werd. In 2006 werd hij er hoofd van de autokatalysatorendivisie. In november 2008 werd hij CEO van Umicore in opvolging van Thomas Leysen, die voorzitter van de raad van bestuur werd. Samen met Leysen was Grynberg de drijvende kracht achter de transformatie van Umicore (voorheen Union Minière) van een zwaar vervuilend grondstoffenbedrijf tot een modern recyclagebedrijf. Eind 2021 volgde Mathias Miedreich hem als CEO op.
Grynberg is tevens bestuurder van de Franse kabelproducent Nexans sinds 2018 en de Oostenrijkse bouwmaterialengroep Wienerberger sinds 2022.